# Éther de dichloroéthyle
L'éther de dichloroéthyle, ou éther dichlorodiéthylique, est un composé organique de formule chimique ClCH2CH2–O–CH2CH2Cl. Il se présente sous la forme d'un liquide clair à l'odeur de solvant chloré. Il s'agit d'un composé cancérogène et toxique, avec un mode d'action semblable à celui du gaz moutarde, son analogue thioéther.
Il peut être obtenu en faisant réagir du 2-chloroéthanol ClCH2CH2OH avec de l'acide sulfurique H2SO4, avec du chlore Cl2 à 80 °C ou par chloration directe de l'éther diéthylique CH3CH2–O–CH2CH3.
Il peut être utilisé pour la production de polysulfures, comme solvant de résines, huiles, graisses, gommes et de l'éthylcellulose, ainsi que comme pesticide.
Il réagit avec le catéchol pour former de l'éther dibenzo-18-couronne-6 :

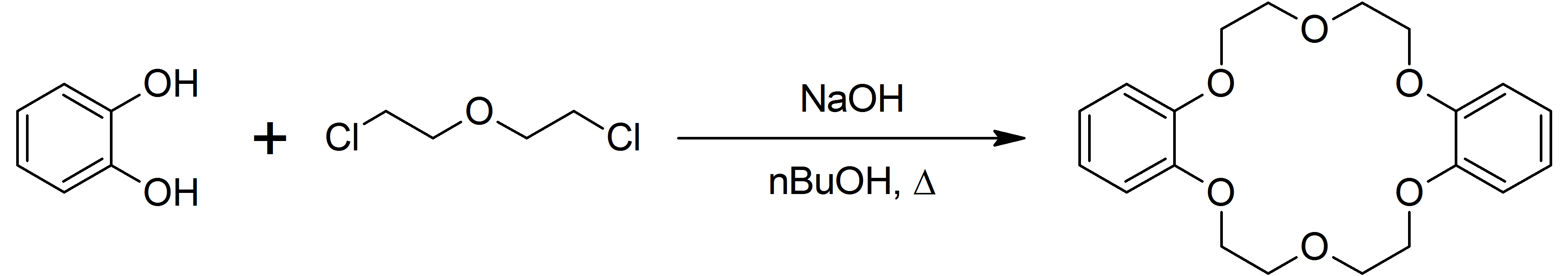
Synthèse de l'éther dibenzo-18-couronne-6 à partir de catéchol et d'éther de dichloroéthyle en présence d'hydroxyde de sodium et de n-butanol.